# Glenea lusoria
Glenea lusoria är en skalbaggsart som beskrevs av Francis Polkinghorne Pascoe 1867. Glenea lusoria ingår i släktet Glenea och familjen långhorningar.
Artens utbredningsområde är Filippinerna. Inga underarter finns listade i Catalogue of Life.